# علي بن أبي النجم الواسطي
علي بن أبي نجم بن أبي السعادات ابن الدهان أبو الحسن الواسطي، سكن بغداد، وكان محدثاً من رواة الحديث عند أهل السنة والجماعة، وسمع الحديث النبوي بواسط من جماعة، وسمع الحديث من علماء بغداد، وتفقه بالمدرسة النظامية.

## وفاته
توفى شاباً ليلة السابع والعشرين من جمادى الآخرة سنة 600 هـ/1204م، ودفن في المقبرة الوردية ببغداد.